# The Circus Starring: Britney Spears
The Circus Starring: Britney Spears (també anomenat The Circus Tour
), és la setena gira musical de la cantant estatunidenca Britney Spears.

## Antecedents
El 9 de setembre de 2007, Spears va interpretar "Gimme More", el primer senzill del seu cinquè àlbum d'estudi Blackout (2007) en els MTV Video Music Awards. La seva última presentació en viu havia estat durant The M+M's Tour al maig del mateix any. El seu cant, el seu ball i fins el seu vestuari foren comentats abundantment, i aquesta gira es va considerar perjudicial per a la seva carrera. L'octubre de 2007, es va informar que Spears tenia previst sortir de gira per promocionar l'àlbum i estava realitzant audicions obertes de ball, però això va ser negat més tard per Jive Records. Al febrer de 2008, van aparèixer informes similars que Spears havia assajat ja en privat durant un mes en el Complex del Mil·lenni a Los Angeles Dansa, i després aniria a Europa, durant les setmanes següents per a una gira mundial. Però aquesta va ser finalment cancel·lada per raons desconegudes. Al setembre de 2008, després que l'emissora de ràdio de Nova York Z100 estrenés el seu nou single "Womanizer",Spears va fer una aparició sorpresa en el xou i va anunciar que se'n aniria de gira mundial durant l'any 2009 per donar suport al seu sisè àlbum d'estudi,Circus(2008). El promotor del concert fou AEG Live. L'exdirector de la gira, el coreògraf de Wade Robson, va dir que la gira anava a visitar els Estats Units, el Regne Unit, i també arribaria a Austràlia.
Després de les seves actuacions en viu a Good Morning America el 2 de desembre de 2008, Spears va anunciar oficialment una gira de vint concerts als EUA i dos concerts al Regne Unit, amb la gira de llançament el 3 de març de 2009, a Nova Orleans.

## Teloners
| Pussycat Dolls |
| --- |
| - "Don't Cha" - "Beep" - "I Don't Need a Man" - "I Hate This Part" - "Buttons" - "Whatcha Think About That" - "Stickwitu" - "Jai Ho! (You Are My Destiny)" - "When I Grow Up" |

- Ciara (London)[18]
- Jordin Sparks (Amèrica del Nord,només en algunes dates)[19]
- Kristinia DeBarge (Amèrica del Nord)[20]
- One Call (Amèrica del Nord,només en algunes dates)[20]
- Girlicious (Canada,només en algunes dates)[20]
- DJ Havana Brown (Europa i Australia,només en algunes dates)[21]
- Sliimy (Paris)[22]
- Cascada (Berlin)[23]
- Big Apple Circus[24]

## Llista de cançons
| Britney Spears |
| --- |
| Act 1: The Circus - "Welcome to the Circus" (Vídeo introducció) - "Circus" (Funky Remix) - "Piece Of Me" - "Thunderstorm" (Performance Interludi) - "Radar" Act 2: House of Fun (Anything Goes) - "Martial Arts Segue" (Performance Interludi) (features LAZRtag Remix of "Gimme More") - "Ooh Ooh Baby"/"Hot as Ice" - "Boys" (The Co-Ed Remix) - "If U Seek Amy" - "You Oughta Know" (interpretat només des del 5 de setembre al 18 de setembre) - "Me Against the Music" (Bollywood Remix) - "Everytime" - "I'm Scared" (interpretat només el 3 de març) Act 3: Freakshow/Peepshow - "Everybody's Looking for Something" (Video Interludi) (features "Sweet Dreams (Are Made of This)") - "Freakshow" - "Get Naked (I Got a Plan)" - "Mannequin" (interpretada només entre el 5 de juliol i 26 de juliol) - Britney's Hotline (Performance Interludi) (conté elements de "Breathe on Me", with excerpts of "Boys", "I'm a Slave 4 U" i "Gimme More") - "Breathe on Me"/"Touch of My Hand" Act 4: Electro Circ - "Band Jam Segue" (Band Interludi) (conté elements de "Circus") - "Do Somethin'" - "I'm a Slave 4 U" (conté elements de "Lite Your Ass On Fire") - "Heartbeat" (Dansa Interludi) (featuring "Lollipop", "American Boy", "Don't Stop the Music", "Closer" and other songs) - "Toxic" - "...Baby One More Time" Encore - "Break the Ice" (Video Interludi) (contains elements from "Run the Show" and excerpts from "Gimme More" and "I'm a Slave 4 U") - "Womanizer" (Extended Mix) - "Circus" (Reprise: The Bow) |